# Martin Ford

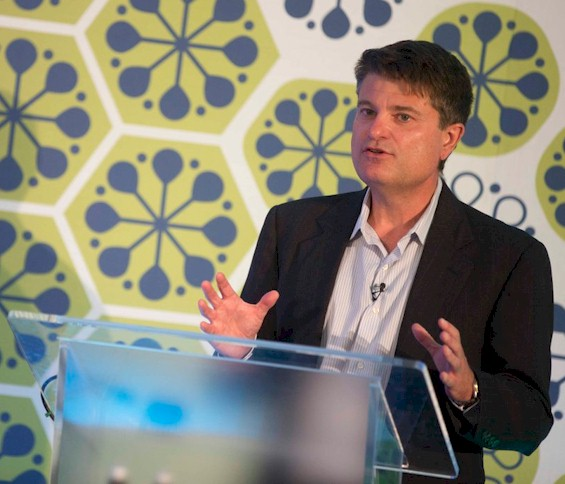
Martin Ford

Martin R. Ford ist ein US-amerikanischer Sachbuchautor.

## Leben
Martin Ford studierte Informatik an der University of Michigan, Ann Arbor und Betriebswirtschaft an der University of California, Los Angeles. Er arbeitet seither in der Computerbranche und gründete im Silicon Valley eine Softwareentwicklungsfirma. Er hat nach eigener Auskunft 25 Jahre Erfahrung in Computerdesign und Softwareentwicklung.
Ford schrieb Beiträge in Fortune, Forbes, The Atlantic, The Washington Post, Project Syndicate, The Huffington Post und The Fiscal Times. Ford hat 2009 ein Buch über die zukünftige technologische Entwicklung und ihre gesellschaftlichen Auswirkungen geschrieben. Dieses Buch beruhte vornehmlich auf eigenen Überlegungen. Den Kritikern antwortete er 2015 mit einem weiteren, diesmal auf sozioökonomischen statistischen Daten beruhenden Buch.
Thesen
Das Ziel der gegenwärtigen technologischen Revolution ist nicht, die Beschäftigten effizienter zu machen, sondern sie vollständig zu ersetzen. Die gegenwärtige technologische Revolution erfasst nicht einen einzelnen wirtschaftlichen Sektor wie das bei der agrarischen und der industriellen Revolution war, sondern gleichzeitig und gleichermaßen alle beruflichen Tätigkeiten und auch die freien Berufe der traditionellen Mittelschicht. Auch neue Berufe wie Computerspezialisten und Softwareentwickler weisen in den USA bereits hohe Verdrängungsraten und Arbeitslosigkeit auf. Der Rückgang der Anzahl von als Finanzanalysten in New York Beschäftigten von 150.000 im Jahr 2000 auf 100.000 Beschäftigte im Jahr 2014 geht die Automatisierung zurück. Das Durchschnittseinkommen von Graduierten ist zwischen 2000 und 2014 in den USA nicht mehr gestiegen, sondern von $52.000 auf $46.000 zurückgegangen, das der Akademiker hat stagniert.
Ford sieht als eine mögliche politische Maßnahme die gesellschaftlichen Auswirkungen abzufedern in einem Grundeinkommen.
Kritik
Fords zweites Buch wurde in Rezensionen der Financial Times und der New York Times wohlwollend aufgenommen. In der Zeitschrift Reason kritisierte Robin Hanson die statistischen Grundlagen Fords zum Beispiel über die Arbeitsmarktentwicklung und bezichtigte ihn der interessengeleiteten Glaskugelei.

## Schriften
- The Lights in the Tunnel: Automation, Accelerating Technology and the Economy of the Future. Acculant Publishing, 2009
- Rise of the Robots: Technology and the Threat of a Jobless Future. New York : Basic Books, 2015
  - Aufstieg der Roboter. Plassen-Verlag, Kulmbach 2016, ISBN 978-3-86470-352-2.
- Architects of intelligence: The Truth About AI from the People Building It. Packt Publishing, Birmingham 2018, ISBN 978-1-78913-151-2.
  - Die Intelligenz der Maschinen: Mit Koryphäen der Künstlichen Intelligenz im Gespräch. mitp Verlag, Frechen 2019, ISBN 978-3-7475-0009-5.